# Gunnar Berg (industriman)
Gunnar Teodor Berg, född 20 mars 1892 i Norra Vrams socken, död 20 juli 1987, var en svensk industriman.
Berg blev civilingenjör 1914, var direktörsassistent och driftsingenjör vid Alingsås bomullsväveriaktiebolag 1917-1937 och VD där från 1937. Han var även VD för AB Nordens textilfabriker från 1927 och i Nääs fabrikers AB från 1941. Berg var från 1933 ordförande i Svenska textiltekniska förbundet, ledamot av textilrådet från 1942 samt från 1937 ledamot av styrelsen och från 1943 föreståndare för August Abrahamssons stiftelse på Nääs.